# ایسا پولا
ایسا پولا (ایتالیایی: Isa Pola؛ ۱۹ دسامبر ۱۹۰۹ – ۱۷ دسامبر ۱۹۸۴) بازیگر اهل ایتالیا بود.
از فیلم‌هایی که وی در آن نقش داشته است، می‌توان به فولاد، ترانه عشق، سه داستان ممنوعه و بیوه اشاره کرد.